# Milan Brons
Milan Marton Brons (Almere, 29 december 1994) is een Nederlands triatleet.
In september 2018 werd bekend dat Brons deel zou uitmaken van het nieuwe gevormde triathlonteam van iQ². Samen met de andere atleten woonde Brons in een teamwoning in Hillegom. Tijdens een Ironman in juni 2018 liep Brons een  stressfractuur op. In januari 2019 werd bekend dat het management van de ploeg een andere weg zou inslaan, en dat de atleten niet meer bij elkaar zouden wonen in de teamwoning. Uiteindelijk stopte het team eind 2019. Tijdens het NK middenafstand in Klazienaveen in 2019 werd Brons tweede nadat hij vijf minuten moest stilstaan in de penaltybox wegens het vermeend te dicht rijden op de begeleidende organisatiemotor.
In mei 2021 debuteerde Brons op de hele triatlon in Girona, maar moest opgeven vanwege een aanrijding met een tegemoetkomende motorrijder. In september 2021 volbracht Brons zijn eerste hele triatlon bij het wereldkampioenschap lange afstand van de internationale triatlon bond (ITU). Hierbij kwam hij als 9e over de streep met de 3 snelste Nederlandse tijd ooit op de hele triatlon; 8uur en 49 secondes.
Op zondag 9 september 2023 wist Brons tijdens de Challenge Almere Amsterdam te finishen in een tijd van 7:49:49. Goed voor een 3e plaats.

## Belangrijkste prestaties
- 2023:  EK Lange Afstand Almere - 7:49:49
- 2023:  NK Lange Afstand Almere - 7:49:49
- 2021: 9e ITU WK Lange Afstand Almere - 8.00.49
- 2019:  NK middenafstand in Klazienaveen - 3:57:48
- 2018:  Trathlon Huizen - 1:56:53[7]

## Trivia
- Ook broer Omar Brons is een triatleet, waardoor ze vaak samen aan de start van een wedstrijd staan.[2]